# Лёгкое метро Абуджи
Лёгкое метро Абуджи — система пригородных поездов в Нигерии, в городе Абуджа. Первая система легкорельсового транспорта в Западной Африке и вторая к югу от Сахары (после скоростного трамвая Аддис-Абебы).
Строительство начато в 2007 году. Стоимость проекта 823 млн долл. США. Проект осуществлён китайской строительной корпорацией.
Первая линия открыта 12 июля 2018 года и связала центр города с международным аэропортом Ннамди Азикиве. Ширина колеи 1435 мм. Планируется, что в перспективе сеть свяжет Абуджу с городами-спутниками, такими как Ньянья, Кубва, Марараба и Лугбе. Вся система составит 78 км. В перспективе будет проведена электрификация линии.
Метрополитеном не является, представляет собой пригородные поезда на обычной железной дороге. 

## Линии
- Первая — жёлтая линия, 8 станций, длина 26,7 км. Соединяет центр города с аэропортом.
- Вторая — синяя линия, 5 станций. Соединяет район Кубва с аэропортом.

## Подвижной состав
Составы из трёх вагонов, приводимых в движение дизельным локомотивом.